# علم النفس الموجه نحو العمليات
علم النفس الموجه نحو العمليات (بالإنجليزية: Process-oriented psychology)، يسمى أيضًا عمل العملية، وهو نظرية علم عمق النفس ومجموعة من التقنيات التي طورها أرنولد مندل، والتي ترافقت مع علم النفس ما وراء الشخصي، وعلم النفس الجسدي، وما بعد علم النفس التحليلي (الناشئ عن أفكار الطبيب النفسي كارل يونغ، أو ما يدعى علم النفس اليونغاني). طُبق علم النفس الموجه نحو العمليات في عدة سياقات تشمل العلاج الفردي والعمل في المجموعات والمنظمات. عُرف هذا المجال بربط تحليل الأحلام مع التجارب الجسدية وتطبيق علم النفس على القضايا العالمية التي تشمل التفاوتات الاجتماعية الاقتصادية وقضايا التنوع (مثل العرق والإثنية والعمر والقدرات واللغة والجنسية والحالة الاجتماعية الاقتصادية والجنس والدين والتوجه الجنسي) والنزاع الاجتماعي والقيادة.

## الأصل والقبول
نشأ علم النفس الموجه نحو العمليات في سبعينيات القرن العشرين على يد أرنولد مندل -وهو محلل نفسي أمريكي يتبع علم النفس التحليلي (اليونغاني)- انتقل لاحقًا إلى سويسرا. يعتبر هذا المجال من علم النفس تطويرًا لعلم النفس التحليلي مع مفهوم الجسد الحلم الذي وسع مجال تحليل الأحلام شاملًا العمل مع الأعراض الجسمية للناس وتجاربهم الجسدية.
صرح المحلل النفسي جون سينغر أن عمل مندل وسع علم النفس التحليلي الذي أنشأه يونغ، فلم يعد يقتصر على النفس فحسب، بل يشمل الجسد أيضًا، والعلاقات والبيئة بأكملها. وصف ستانسلاف غروف أرنولد مندل بأنه واحدٌ من «رواد علم النفس ما وراء الشخصي».
تعتبر مفاهيم مندل عن «الديمقراطية العميقة» ونموذج العمل العالمي worldwork  جزءًا من أدوات التغيير التحويلي الذي يدعم الحوكمة الجماعية (نموذج مبتكر من الحكم الذي يوجه الحلول مركزًا على القيمة العامة حيث يستطيع أصحاب المصالح العمل معًا لتحسين إدارة المصادر العامة والتزويد بالخدمات).

في تحقيق هام حول العلاقة بين الأمريكيين الأفارقة وعلم النفس التحليلي الذي أنشأه كارل غوستاف يونغ (سي. جي. يونغ)، وصف بروستر عمل مندل على مفهوم الجسد الحلم dreambody وربط الأعراض الجسمية مع التطورات النفسية. يجد بروستر أن تطوير مندل لأفكار يونغ ينحاز إلى المفاهيم الأفريقية في الشفاء الذي يربط العقل بالجسد.
«أعتقد أن نهج مندل في مفهوم الجسد الحلم الذي يؤكد على شفاء الجسد تعكس النظام الأفريقي الذي يكامل شفاء الجسد مع العقل خلال هذه العملية».
يُعرف عمل العملية (أو علم النفس الموجه نحو العمليات) ضمن مجال العلاج النفسي للجسد وعلم النفس الجسدي بتأكيده على الحركة وشعور الجسد. كان مندل واحدًا من خمسة أشخاص كرمتهم الجمعية الأميركية للعلاج النفسي للجسد بجائزة بايونير. بعد نشره كتابًا بعنوان «الجسد الحلم» عام 1982، ذكرت التقارير أنه نال «متابعين في مجال الشفاء الشمولي من كافة أنحاء العالم» رغم أنه قليل الانتشار في «الحلقات النفسية التقليدية».

يوصف «عمل العملية» بأنه طريقة تكاملية شمولية لفهم السلوك البشري. تمتاز هذه الطريقة بأنها مبتكرة وارتجالية: أي أنها طريقة «لينة مرنة مليئة بالحيوية تستخدم بعض المبادئ الأساسية لارتجال الطرق الفعالة لمواجهة أي شيء يأتي في طريقها، لتكون بإنصاف أنواع الوجود الشخصي والسياسي والجسدي والعقلي والروحي». تملك أوجه تشابه مع طريقة إيجن جيندلن Eugene Gendlin للعلاج النفسي بالتركيز (توجيه الانتباه إلى المعرفة الداخلية التي خضعت للتجربة بشكل مباشر لكنها لم تُصغ بالكلمات بعد) وتعرف بأنها التركيز على الأنواع غير المعروفة من التجارب:
«يسعى عمل العملية إلى مواجهة الجانب غير المعروف وغير العقلاني من الحياة، وهو يقدر الأعراض والاضطرابات في أي نوع، ولا ينظر إليها بصفتها أمراضًا يجب علاجها أو تجاوزها، أو التخلص منها بطريقة ما، لكن باعتبارها تعبيرًا عن كل شيء نحتاجه للوصول إلى المزيد من الازدهار والسعادة والتنوير».
انطلاقًا من المفهوم الأصلي للجسد الحلم، طور عمل العملية نظريةً وطريقةً للعمل عند تبدل حالة الوعي، بما في ذلك الحالات القريبة من الموت والغيبوبة، ومع التجارب التي تمنحها التشاخيص النفسية. ألهم كتاب مندل في الغيبوبة والعناية التلطيفية إنتاج عمل مسرحي في المملكة المتحدة أُنجز في إدنبرة ولندن. عُرف عمل العملية وأرنولد مندل بتكوين نظرية وطرق للعمل على حل النزاع وقضايا القيادة في المجموعات والمنظمات.
ارتبط علم النفس الموجه نحو العمليات بالحركات الروحانية. ويعتبر مثالًا عن التكيف الانتقائي الغربي الحديث للشامانيين (مذهب الاعتقاد بالشياطين)، وعُلم في مؤسسة فيندهورن في شمال شرق اسكتلندا. استشهد فريد آلان وولف بمفهوم مندل عن «الجسد الحلم»، ويضع معهد العلوم العقلية مندل ضمن دليلهم.

## النظريات والممارسة

### العملية
تركز نظرية علم النفس الموجه نحو العمليات حول فكرة «العملية»: وهي نمط مترابط ذو معنىً مع مرور الزمن، وتمكن ملاحظته وتعقبه عبر الإشارات غير المقصودة (مثال: التواصل غير اللفظي، والأعراض الجسدية، والأحلام، والحوادث، والنزاعات). يزعم البعض أن كون الشخص واعيًا «للعملية الحلمية» قد يساعده على التعامل مع الاضطرابات التي تشمل الشدة العقلية والنفسية، ومشاكل العلاقات والقضايا الاجتماعية.
بدأت نظرية «العملية الحلمية» مع مفهوم أرنولد مندل عن «الجسد الحلم»، إذ طورها انطلاقًا من التحليل الحلمي اليونغاني وملاحظة أن الأحلام والأعراض الجسدية ترتبط باتصالات ذات معنى. أكد مندل أن المعالجين قادرون على العمل على التجارب الجسدية لكشف اللاوعي كما لو أنهم يعملون على الأحلام.
يمثل إصرار عمل العملية على الربط بين الأحلام والأعراض الجسدية وجهة نظر مشابهة للشامانية «المعتقدات الدوائية الإنسانية القديمة، إذ عكست الأمراض الحالة الروحية للمرء». قورنت نظرية مندل مع أفكار عالم يونغاني آخر، وهي ميريديث سابيني، التي عرفت العلاقة الرمزية بين الصور الحلمية والأعراض الجسدية بشكل مشابه، وقيمت دورها في استحضار وعي عملية التفرد الشخصي، أي تطور النفس اليونغانية. يُعرف مندل بتقديمه طريقة للعمل النفسي مع الأعراض الجسدية باستخدام تقنيات «التضخيم»، وهذا يعني تصعيد تجربة الأعراض أو الأحلام وتتبّع تعبيرها من خلال «قنوات الإحساس» المتنوعة حتى يُكشف معنى «الجسد الحلم» للمراجع.
عُممت فكرة الجسد الحلم إلى مفهوم «العملية الحلمية»: وهو نمط ذو معنىً كامن ضمن الأعراض والأحلام والنواحي اللاعقلانية المقلقة من التجارب. يشرح توتون -فيما يخص علم النفس الموجه نحو العمليات- يشير الحلم إلى أي إشارة خارج الوعي تتصل عبرها عملياتنا ببعضها.
تذهب إشارات عملية الحلم إلى ما بعد الأحلام الليلية والأعراض الجسدية، فتشمل أحلام اليقظة والصور المجازية وتقلبات الوعي الذي يأتي ويذهب. «بالنسبة لعمل العملية، يمكن تعريف الحلم بأنه نشاط غير واعٍ للشخص في كلا حالتي النوم واليقظة». قال شافتون إن مندل بالاشتراك مع والتر بونيم وفريتز بيرلز وستريفون ويليامز وجيريمي تايلور وإيغون جيندلن، افترضوا جميعًا أن العملية الرمزية الشبيهة بالحلم تحدث أثناء اليقظة، وتطبق تقنيات عمل الحلم وفقًا لذلك على أنواع من تجارب الوعي.
يُعتقد أن عملية الحلم تملك معنىً واتجاهًا هادفًا نحو التغيير، وتعكس تأثير الطاوية (تقليد فلسفي أو ديني من أصل صيني يؤكد على العيش بانسجام مع الطاو التي تعني الطريق أو السبيل في اللغة الصينية) وعلم الفلسفة التحليلية (اليونغانية).
يمكن فهم العملية الحلمية على أنها وعي تحليلي (يونغاني) يسعى للتكامل، وتقدم فرصًا للأفراد لتنمية بصيرتهم الواعية.

## وصلات خارجية
- موقع الرابطة الدولية لعلم النفس الموجه نحو العمليات (بالإنجليزية)